# Georg von Callenberg
Georg Alexander Heinrich Hermann von Callenberg, född 8 februari 1744 på slottet Muskau i Bad Muskau i Sachsen, död 4 maj 1795 där, var en tysk friherre, cambalist och tonsättare.
Callenberg komponerade menuetter till kröningen av Gustav III och Sofia Magdalena 29 maj 1772 och valdes in som den första utländska ledamoten av Kungliga Musikaliska Akademien 13 april samma år.